# Прилуки (зупинний пункт)
Прилуки (біл. Прылукі) — пасажирський залізничний зупинний пункт Берестейського відділення Білоруської залізниці на неелектрифікованій лінії Берестя-Південний — Влодава між зупинними пунктами Вераси та Заказанка. Розташований у селі Прилуки Берестейського району Берестейської області.